# Scrophularia elymaitica
Scrophularia elymaitica är en flenörtsväxtart som beskrevs av Mozaff.. Scrophularia elymaitica ingår i släktet flenörter, och familjen flenörtsväxter. Inga underarter finns listade i Catalogue of Life.